# Кизелка
Кизелка — река в России, протекает по Большесосновскому району Пермского края и Дебёсскому району Удмуртии. Устье реки находится в 472 км по левому берегу Чепцы. Длина реки составляет 10 км.
Исток реки в Большесосновском районе Пермского края в 3 км к востоку от деревни Малые Кизели. Течение проходит по ненаселённой холмистой местности на Верхнекамской возвышенности, генеральное направление течения — запад. Притоки — Андреевка, Фоминка (оба — левые). Большая часть течения проходит по Пермскому краю, в нижнем течении река перетекает в Дебёсский район Удмуртии. В среднем течении протекает через пруд. Впадает в Чепцу в 4 км к северо-востоку от деревни Большая Чепца.

## Данные водного реестра
По данным государственного водного реестра России относится к Камскому бассейновому округу, водохозяйственный участок реки — Чепца от истока до устья, речной подбассейн реки Вятка. Речной бассейн реки — Кама.
Код объекта в государственном водном реестре — 10010300112111100032387.